# Specialist
Specialist (česky „Specialista“), je označení pro jednu ze skupinových rolí ve třídění dle Belbina.

## Charakteristika
- odborné znalosti a technické dovednosti v klíčové oblasti a chce zde řešit spoustu problémů, ale ostatní oblasti ho nemusejí zajímat
- profesionální, zaujatý pro věc
- často se nepovažuje za součást týmu
- má výjimečné dovednosti a vědomosti
- má sklon k přehánění a puntičkářství

## Základní přínosy
- je cílevědomý, iniciativní a oddaný své profesi
- poskytuje vědomosti a dovednosti, které jsou vzácné

## Přípustné slabiny
- přispívá pouze v úzké oblasti, zaobírá se osobními speciálními zájmy